# Eucyclops stuhlmanni
Eucyclops stuhlmanni – gatunek widłonoga z rodziny Cyclopidae.
Pierwszy opis naukowy gatunku opublikował w 1898 roku czeski zoolog Alois Mrázek, nadając mu nazwę Cyclops stuhlmanni. Jako miejsca typowe autor wskazał Bukobę (nad Jeziorem Wiktorii w Afryce Wschodniej) oraz stanowisko Nr 10, prawdopodobnie na Jeziorze Wiktorii. Epitet gatunkowy upamiętnia niemieckiego przyrodnika i badacza Afryki Franza Stuhlmanna, który odkrył ten gatunek.